# گوسفند آبی هیمالیا
گوسفند آبی هیمالیا (نام علمی: Pseudois nayaur) نام یک گونه از زیرخانواده بزیان است.
بهارال (Pseudois nayaur)، که گوسفند آبی نیز نامیده می‌شود، از نژادهای دراز و بومی هیمالیاهای مرتفع است. این تنها عضو جنس Pseudois است.[۳] در هند، بوتان، چین (در گانسو، نینگشیا، سیچوان، تبت و مغولستان داخلی)، میانمار، نپال و پاکستان رخ می‌دهد.[۱] کوه‌های هلان در نینگشیا با ۱۵ بهارال در هر کیلومتر مربع و در مجموع ۳۰۰۰۰، بیشترین غلظت بهارال را در جهان دارند.
نام‌های بومی آن عبارتند از yanyang (岩羊) در ماندارین، بهارال، برهال، بهارار و بهاروت در هندی، na یا sna در تبتی و لاداخ، nabo در اسپیتی، naur در نپالی و na یا gnao در بوتان.[۴] بهارال همچنین کانون اکسپدیشن جورج شالر و پیتر ماتیسن به نپال در سال ۱۹۷۳ بود. تجربیات شخصی آنها توسط ماتیسن در کتابش، پلنگ برفی، به خوبی مستند شده است. بهارال طعمه اصلی پلنگ برفی است.